# John Hansen (1924–1990)
John Angelo Valdemar Østergaard Hansen (ur. 27 lipca 1924 we Frederiksbergu, zm. 12 stycznia 1990 tamże) – duński piłkarz grający na pozycji napastnika.

## Życiorys
Swoją klubową karierę zaczął w duńskim BK Frem Kopenhaga. Jego drugim klubem był Juventus F.C., w którym zdobył 124 bramki, co daje mu 7. miejsce na liście najlepszych strzelców Juve. Spędziwszy 6 sezonów w Turynie, na rok przeniósł się do Rzymu, gdzie grał dla S.S. Lazio. W roku 1955 powrócił do macierzystego BK Frem Kopenhaga, gdzie zakończył swoją klubową karierę.

### Kariera w Juventusie
| Rozgrywki           | Występy | Gole |
| ------------------- | ------- | ---- |
| Serie A             | 187     | 124  |
| Puchary Europejskie | 0       | 0    |
| Razem               | 187     | 124  |

Do Juventusu John Hansen przybył latem 1948 roku. Włodarze "Starej Damy" postanowili ściągnąć go Turynu, by grał w ataku razem z Giampiero Bonipertim. Jak się później okazało, był to świetny transfer. Hansen wraz z Bonipertim stanowili silny duet napastników. Doskonale się uzupełniali, strzelając mnóstwo bramek.
John Hansen, w swym pierwszym sezonie w Juventusie strzelił 15 goli, a w drugim aż 28. Królem strzelców został dwa sezony później, strzelając dla "bianconerich" 30 bramek.
Gra Hansena w Juve przypadła na okres absencji Starej Damy na europejskiej arenie, więc występy ograniczyły się tylko do ligi włoskiej. W sumie, w ciągu 6 sezonów spędzonych w Juve, strzelił 124 goli w 187 meczach.